# La Liga 2007./08.
Sezona La Liga 2007./08. bila je 77. sezona od osnutka. Započela je 25. kolovoza 2007. a završila 18. svibnja 2008. Real Madrid je uspješno obranio naslov prvaka pobjedom od 2:1 nad Osasunom. Sezona je ranije završila zbog Europskog nogometnog prvenstva.

## Stadioni
| Klub                   | Stadion                       | Kapacitet |
| ---------------------- | ----------------------------- | --------- |
| FC Barcelona           | Camp Nou                      | 98,772    |
| Real Madrid            | Santiago Bernabéu             | 80,354    |
| RCD Espanyol           | Estadi Olímpic Lluís Companys | 55,926    |
| Atlético Madrid        | Vicente Calderón              | 55,005    |
| Valencia CF            | Mestalla                      | 55,000    |
| Real Betis             | Manuel Ruiz de Lopera         | 52,132    |
| Sevilla FC             | Ramón Sánchez Pizjuán         | 45,500    |
| Athletic Bilbao        | San Mamés                     | 39,750    |
| Deportivo de La Coruña | Riazor                        | 34,600    |
| Real Zaragoza          | La Romareda                   | 34,596    |
| Real Murcia            | Estadio Nueva Condomina       | 33,045    |
| Real Valladolid        | Estadio José Zorrilla         | 26,512    |
| Levante UD             | Ciudad de Valencia            | 25,354    |
| RCD Mallorca           | ONO Estadi                    | 23,142    |
| Villarreal CF          | El Madrigal                   | 23,000    |
| Racing de Santander    | El Sardinero                  | 22,400    |
| Recreativo de Huelva   | Nuevo Colombino               | 21,600    |
| CA Osasuna             | Estadio Reyno de Navarra      | 19,553    |
| Getafe CF              | Coliseum Alfonso Pérez        | 16,300    |
| UD Almería             | Estadio del Mediterráneo      | 15,000    |

## Tablica
| Mj. | Klub                   | Ut. | Pob | Izj | Por | GD | GP | GR  | Bod |
| --- | ---------------------- | --- | --- | --- | --- | -- | -- | --- | --- |
| 1.  | Real Madrid            | 38  | 27  | 4   | 7   | 84 | 36 | +48 | 85  |
| 2.  | Villarreal CF          | 38  | 24  | 5   | 9   | 63 | 40 | +23 | 77  |
| 3.  | FC Barcelona           | 38  | 19  | 10  | 9   | 76 | 43 | +33 | 67  |
| 4.  | Atlético de Madrid     | 38  | 19  | 7   | 12  | 66 | 47 | +19 | 64  |
| 5.  | Sevilla FC             | 38  | 20  | 4   | 14  | 75 | 49 | +26 | 64  |
| 6.  | Racing de Santander    | 38  | 17  | 9   | 12  | 42 | 41 | +1  | 60  |
| 7.  | RCD Mallorca           | 38  | 15  | 14  | 9   | 69 | 54 | +15 | 59  |
| 8.  | UD Almería             | 38  | 14  | 10  | 14  | 42 | 45 | -3  | 52  |
| 9.  | Deportivo de La Coruña | 38  | 15  | 7   | 16  | 46 | 47 | -1  | 52  |
| 10. | Valencia CF            | 38  | 15  | 6   | 17  | 48 | 62 | -14 | 51  |
| 11. | Athletic Bilbao        | 38  | 13  | 11  | 14  | 40 | 43 | -3  | 50  |
| 12. | RCD Espanyol           | 38  | 13  | 9   | 16  | 43 | 53 | -10 | 48  |
| 13. | Real Betis             | 38  | 12  | 11  | 15  | 45 | 51 | -6  | 47  |
| 14. | Getafe CF              | 38  | 12  | 11  | 15  | 44 | 48 | -4  | 47  |
| 15. | Real Valladolid        | 38  | 11  | 12  | 15  | 42 | 57 | -15 | 45  |
| 16. | Recreativo de Huelva   | 38  | 11  | 11  | 16  | 40 | 60 | -20 | 44  |
| 17. | CA Osasuna             | 38  | 12  | 7   | 19  | 37 | 44 | -7  | 43  |
| 18. | Real Zaragoza          | 38  | 10  | 12  | 16  | 50 | 61 | -11 | 42  |
| 19. | Real Murcia            | 38  | 7   | 9   | 22  | 36 | 65 | -29 | 30  |
| 20. | Levante UD             | 38  | 7   | 5   | 26  | 33 | 75 | -42 | 26  |

Ut = odigrano utakmica; Pob = pobjedâ; Izj = neriješenih; Por = porazâ; GD = postignuto pogodaka; GP = primljeno pogodaka; GR = razlika pogodaka; Bod = bodova

## Trofej Pichichi
| Strijelci           | Golova | Penali | Klub            |
| ------------------- | ------ | ------ | --------------- |
| Dani Güiza          | 27     | 0      | RCD Mallorca    |
| Luís Fabiano        | 24     | 2      | Sevilla FC      |
| Kun Agüero          | 20     | 0      | Atlético Madrid |
| David Villa         | 18     | 2      | Valencia CF     |
| Nihat Kahveci       | 18     | 0      | Villarreal CF   |
| Raúl                | 18     | 3      | Real Madrid     |
| Ricardo Oliveira    | 17     | 1      | Zaragoza        |
| Llorente            | 17     | 1      | Real Valladolid |
| Samuel Eto'o        | 16     | 0      | FC Barcelona    |
| Diego Forlán        | 16     | 2      | Atlético Madrid |
| Frédéric Kanouté    | 16     | 1      | Sevilla FC      |
| Ruud van Nistelrooy | 16     | 3      | Real Madrid     |

## Zamora trofej
| Vratar                | Golova | Susreta | Prosjek | Momčad               |
| --------------------- | ------ | ------- | ------- | -------------------- |
| Iker Casillas         | 32     | 36      | 0.89    | Real Madrid          |
| Víctor Valdés         | 35     | 35      | 1       | FC Barcelona         |
| Toño                  | 31     | 30      | 1.03    | Racing de Santander  |
| Ricardo López Felipe  | 38     | 36      | 1.06    | CA Osasuna           |
| Miguel Àngel Moyà     | 34     | 29      | 1.17    | RCD Mallorca         |
| Roberto Abbondanzieri | 42     | 34      | 1.24    | Getafe CF            |
| Carlos Kameni         | 38     | 29      | 1.31    | RCD Espanyol         |
| Andrés Palop          | 41     | 30      | 1.37    | Sevilla FC           |
| Stefano Sorrentino    | 60     | 38      | 1.58    | Recreativo de Huelva |
| César Sánchez         | 56     | 35      | 1.6     | Zaragoza             |

## Momčadi autonomnih zajednica
|                 | Autonomna zajednica | Broj momčadi    | Momčadi                               |
| --------------- | ------------------- | --------------- | ------------------------------------- |
| 1               | Andaluzija          | 4               | Almería, Betis, Recreativo i Sevilla  |
| 2               | Madrid              | 3               | Atlético Madrid, Getafe i Real Madrid |
| 2               | Valencia            | 3               | Levante, Valencia i Villarreal        |
| 4               | Katalonija          | 2               | Barcelona i Espanyol                  |
| 5               |                     |                 |                                       |
| Aragonija       | 1                   | Zaragoza        |                                       |
| Baleari         | 1                   | Mallorca        |                                       |
| Baskija         | 1                   | Athletic Bilbao |                                       |
| Navarra         | 1                   | Osasuna         |                                       |
| Kantabrija      | 1                   | Racing          |                                       |
| Kastilja i León | 1                   | Valladolid      |                                       |
| Galicija        | 1                   | Deportivo       |                                       |
| Murcia          | 1                   | Murcia          |                                       |